# Oefening Geeft Kracht
Turnkring Oefening Geeft Kracht (O.G.K.) is een Belgische turnvereniging uit Duffel. De kring werd opgericht in 1904 en heeft steeds een balans gevonden tussen het recreatief en wedstrijdgericht turnen. De vereniging turnt in drie verschillende sportzalen.
O.G.K. bezit het officiële Q4Gym kwaliteitslabel. Ook onderschreef O.G.K. het Panathlon charter over de rechten van het kind in de sport. O.G.K. is lid van de GymnastiekFederatie Vlaanderen.

## Afdelingen
O.G.K. heeft volgende afdelingen:
IKATIedereen KAn Turnen, voor kinderen met functiebeperking, of nood aan individuele begeleiding.
Kleuters (vanaf 3 jaar)Een ruim aanbod van bewegingservaring via een grote variatie in toestellen en materialen.
Lager onderwijsRecreatief toestelturnen, amusement en aanleren van turnbewegingen gaan hier samen.
Middelbaar & ouderRecreatief turnen in de disciplines Toestelturnen, Tumbling & Trampoline.
Beloften (Toestelturnen Jongens, Toestelturnen Meisjes, Tumbling)Eerste ervaringen in wedstrijd-turnen.
Competitie (Toestelturnen Jongens, Toestelturnen Meisjes, Tumbling)Deelname aan wedstrijden en trainingen op een hoger niveau.